# 大日子 (電影)
《大日子》（英語：Tiger Woohoo!），马来西亚首部纯本地制作的中文贺岁电影，2010年發行。全片大部分是在关丹的米昔拉村拍摄，并在上映9周后在马来西亚达到410万票房，随后出口至其他国家和地区播出。

## 故事角色
- 这些角色后来被林德荣泛延成很多系列，例如电影《阿炳心想事成》、《阿炳马到功成》、角色阿炳利用在《皇宫灿烂》和Astro华丽台常见的电视剧《阿炳第一季——第六季》等等。
- 《大日子》从2010年4月20日晚上8点半在Astro On Demand频道941播出。

| 演員   | 角色       | 關係/暱稱                                                      |
| 林德荣 | 阿炳       | 来自怡保 保安人员（中下层失业人士） 阿莲邻居 为人孝顺          |
| 杨嘉贤 | 阿发       | 来自槟城 炒果条老板 Mindy男朋友 为人忠实单纯                   |
| 陈志康 | Rain       | 来自吉隆坡 摄影师 个性娘娘腔 拥有特殊手机                      |
| 颜江翰 | Alan       | 来自关丹米昔拉村 米昔拉村村长儿子 口才一流                     |
| 邱文博 | Bobby      | 来自新山 大学生 为人傻里傻气                                   |
| 萧斐弘 | 连八记     | 咸鱼厂老板 连蓉、连心的阿公 为人固执                           |
| 曾洁钰 | 连蓉       | 咸鱼厂负责人 连八记的孙女 为人粗狂的乡下妹                     |
| 萧慧敏 | 连心 Mindy | 从乡下出城市打拼的年轻人 连八记的孙女 以成功来定夺一个人的成就 |
| 颜薇恩 | 阿莲       | 巴刹卖菜小贩 阿炳邻居 喜欢在阿炳面前夸耀                       |
| 黄一飞 | 阿水       | 旅游巴士司机导游 为人口甜舌滑                                  |
| 卓卉勤 | 阿水嫂     | 阿水老婆 典型乡下女人                                          |

## 事项
- 首部马来西亚中文贺岁电影。
- 全国35间电影院上映。
- 首映礼：2010年1月11日。
- 总票房达400万令吉。

## 獎項
| 獎項         | 獎項           | 受獎者 | 階段／結果 |
| ------------ | -------------- | ------ | ---------- |
| 第一屆金箏獎 |                |        |            |
| 最佳電影     | 《大日子》     | 提名   |            |
| 最佳導演     | 周青元         | 獲獎   |            |
| 最佳編劇     | 李勇昌         | 提名   |            |
| 最佳男主角   | 林德榮         | 提名   |            |
| 最佳女主角   | 曾潔鈺         | 提名   |            |
| 最佳男配角   | 黃一飛、陳志康 | 提名   |            |
| 最佳女配角   | 卓卉勤         | 提名   |            |
| 最佳造型     | 吕素君         | 提名   |            |
| 最佳美術     | 孙詠钊         | 提名   |            |
| 最佳攝影     | 杨俊麟         | 提名   |            |
| 最佳剪接     | 池家庆         | 提名   |            |
| 最佳音樂     | 辛伟力         | 提名   |            |